# Don't Crush Me
Don't Crush Me is een nummer van de Nederlandse popgroep Krezip. Het nummer werd uitgebracht als tweede single van hun derde studioalbum What are you waiting for. Hoewel het nummer als tweede en laatste single van de groep werd verkozen tot Alarmschijf, scoorde de groep er geen grote hit mee. De 22ste plaats was het hoogst haalbare resultaat voor Don't Crush Me.

## Achtergrond
"Don't Crush Me gaat over dingen die je moet veranderen in je leven. Het is eng om dingen anders te gaan doen en je kunt andere mensen ermee kwetsen, maar helaas moet het soms gebeuren" aldus zangeres Jacqueline Govaert over het nummer. Bij het schrijven van het nummer werkte Krezip samen met het Amerikaanse duo "Wizards of Oz".
In de videoclip van het nummer, die werd opgenomen in Gent, is de complete band te zien die het nummer speelt voor een zwarte achtergrond met vele lichten. De nadruk ligt volgens Govaert meer op het optreden dan op het vertellen van een verhaal.

## Hitnotering
| Don't Crush Me in de Nederlandse Top 40 - binnen 16 juli 2005 | Don't Crush Me in de Nederlandse Top 40 - binnen 16 juli 2005 | Don't Crush Me in de Nederlandse Top 40 - binnen 16 juli 2005 | Don't Crush Me in de Nederlandse Top 40 - binnen 16 juli 2005 | Don't Crush Me in de Nederlandse Top 40 - binnen 16 juli 2005 | Don't Crush Me in de Nederlandse Top 40 - binnen 16 juli 2005 | Don't Crush Me in de Nederlandse Top 40 - binnen 16 juli 2005 | Don't Crush Me in de Nederlandse Top 40 - binnen 16 juli 2005 | Don't Crush Me in de Nederlandse Top 40 - binnen 16 juli 2005 |
| Week                                                          | 1                                                             | 2                                                             | 3                                                             | 4                                                             | 5                                                             | 6                                                             | 7                                                             |                                                               |
| ------------------------------------------------------------- | ------------------------------------------------------------- | ------------------------------------------------------------- | ------------------------------------------------------------- | ------------------------------------------------------------- | ------------------------------------------------------------- | ------------------------------------------------------------- | ------------------------------------------------------------- | ------------------------------------------------------------- |
| Nummer                                                        | 39                                                            | 36                                                            | 33                                                            | 28                                                            | 23                                                            | 22                                                            | 30                                                            | uit                                                           |

## Tracklist
1. "Don't Crush Me" - 03:46
2. "Out Of My Bed" - 03:36